# 스티브오
스티븐 길크리스트 글로버(Stephen Gilchrist Glover, 1974년 6월 13일 ~ ) 또는 예명인 스티브오(Steve-O)는 잉글랜드 출신의 미국 배우이며, 캐나다 시민권 또한 보유하고 있다.
윔블던 출신으로, 잉글랜드인 아버지와 캐나다인 어머니 사이에서 태어났다. 이후 마이애미 대학교와 뉴멕시코 대학교를 중퇴한 뒤 1997년 링링 브라더스 앤드 바넘 & 베일리 서커스 대학교를 졸업했으며, 모체인 링링 브라더스 앤드 바넘 & 베일리 서커스에 들어가는 대신 포트로더데일 중고품 가게에서 광대로 활동하였다. 그 뒤 빅 브라더 잡지의 편집장이었던 제프 트레마인에게 자신의 공연을 촬영한 동영상을 보낸 것을 계기로 잭애스 및 스핀오프 작품인 와일드보이즈에 스턴트 배우로 출연해 유명세를 얻었으며, 2008년에는 DJ 우 키드와 함께 랩 앨범을 발매하기도 했다.

## 출연 작품
- 잭애스 포에버 (2022)
- 킬러 인 하이스쿨 (2015)
- 스컴 락스! (2013)
- 잭애스 3.5 (2011)
- 잭애스3D (2010)
- 잭애스 2.5 (2007)
- 더 듀드슨 무비 (2006)
- TV: 더 무비 (2006)
- 잭애스 2 (2006)
- 스타와 춤을 (2005)
- 지미 키멜 라이브! (2003)
- 카슨 데일리 쇼 (2002)
- 잭애스 (2002)
- 잭애스 (2000)
- WWE 로우 이즈 워 (1997)